# Somatina sublucens
Somatina sublucens là một loài bướm đêm trong họ Geometridae.